# Zygmunt Protassewicz
Zygmunt Protassewicz (ur. 4 kwietnia?/16 kwietnia 1899 w Kruplanach, zm. 11 sierpnia 1991 w Warszawie) – działacz niepodległościowy, kawaler Orderu Virtuti Militari, inżynier dróg i mostów, oficer kawalerii Wojska Polskiego.

## Życiorys
Urodził się 16 kwietnia 1899 w majątku Kruplany, w ówczesnym powiecie słonimskim guberni grodzieńskiej, w rodzinie Wilhelma Jana i Zofii ze Stabrowskich. Był młodszym bratem Kazimierza (1896–1949). W latach 1907–1915 uczył się w Szkole Realnej w Wilnie. Tam też działał w organizacji niepodległościowej. W 1915, po zajęciu Wilna przez Niemców, wyjechał do Moskwy, gdzie kontynuował naukę w Szkole Realnej oraz podjął działalność w Polskiej Organizacji Wojskowej. W maju 1917 zdał egzamin maturalny, a we wrześniu tego roku rozpoczął studia w Instytucie Dróg Komunikacji w Moskwie. Ukończył dwa semestry.
W 1919 wrócił do Polski. 19 kwietnia tego roku wstąpił jako ochotnik do 1 pułku szwoleżerów i został ranny podczas zajmowania Wilna. Po wyleczeniu wrócił do pułku i wziął udział w kolejnych walkach z bolszewikami. Od 23 lutego do 20 czerwca 1920 był uczniem kawaleryjskiej 27. klasy Szkoły Podchorążych w Warszawie. Po ukończeniu szkoły wrócił do pułku w randze podchorążego. W lipcu 1920 został przydzielony w charakterze instruktora do 4. szwadronu 201 pułku szwoleżerów, który był organizowany w Płocku. 10 sierpnia z 4. szwadronem dołączył do pułku i w jego szeregach walczył do końca wojny z bolszewikami. 16 lutego 1921 został mianowany z dniem 1 stycznia 1921 podporucznikiem kawalerii. W październiku 1921 został przeniesiony do rezerwy.
29 stycznia 1932 prezydent RP nadał mu stopień porucznika z dniem z 2 stycznia 1932 i 35. lokatą w korpusie oficerów rezerwowych kawalerii. W 1934, jako oficer rezerwy pozostawał w ewidencji Powiatowej Komendy Uzupełnień Warszawa Miasto III i nadal posiadał przydział w rezerwie do 3 Pułku Szwoleżerów Mazowieckich.
W kwietniu 1930 ukończył studia na Wydziale Inżynierii Lądowej Politechniki Warszawskiej i otrzymał tytuł inżyniera dróg i mostów. Kierował budową hotelu Jana Kiepury w Krynicy-Zdroju. W 1933 mieszkał w Warszawie przy ul. Górnośląskiej 16 m. 35.
26 lutego 1935 ożenił się z Jadwigą Smosarską (1898–1971), aktorką teatralną i filmową. Zmarł 11 sierpnia 1991 i został pochowany obok żony w alei zasłużonych na cmentarzu Powązkowskim (grób 158/159/160/161/162).

## Ordery i odznaczenia
- Krzyż Srebrny Orderu Wojskowego Virtuti Militari nr 2814[2][7][22][23][24]
- Krzyż Walecznych dwukrotnie nr 28690[25][26]
- Medal Niepodległości – 16 marca 1933 „za pracę w dziele odzyskania niepodległości”[4][27][28]
- Odznaka za Rany i Kontuzje z jedną gwiazdką[29]